# Giosuè Musca
Giosuè Musca (Valmontone, 4 novembre 1928 – Bari, 29 ottobre 2005) è stato uno storico italiano. Il suo campo di ricerca è stato principalmente il Medioevo (e in particolare l'Alto Medioevo) e la sua produzione scientifica è quantificabile in circa 130 titoli. Secondo alcuni autori, Giosuè Musca avrebbe avuto "un ruolo importante nella medievistica italiana dell’ultimo cinquantennio".
Le tematiche oggetto di studio da parte di Musca sono state in particolare Federico II di Svevia, i normanni, i Suebi, il "confronto tra civiltà" e gli incontri tra persone chiave del Medioevo.

## Biografia
Giosuè Musca nacque a Valmontone, nella Ciociaria, il 4 novembre 1928 da genitori originari di Bari. A dieci anni la sua famiglia ritornò in quella città, e Musca si laureò poi in lettere  presso l'Università degli Studi di Bari discutendo una tesi in storia medievale. Dopo una breve esperienza di insegnamento nei licei italiani, diventò assistente dello storico Gabriele Pepe presso la stessa università e, alla sua morte, Musca gli successe nella cattedra di Storia medievale della Facoltà di Lettere e Filosofia. Durante la sua lunga e prolifica carriera, approfondì in particolare aspetti relativi all'Alto Medioevo e nel contempo formò generazioni di storici, tra i quali degno di nota è Raffaele Licinio (1945-2018). 
Morì a Bari il 29 ottobre 2005.

## Carriera
- Professore ordinario di storia medievale presso l'Università degli Studi di Bari (1982-1999);[1]
- Fondatore e direttore del Centro di studi normanno-svevi (1982-2002);[1]
- Fondatore e direttore della rivista Quaderni medievali (1976-2005).

## Opere principali

### Libri
- Carlo Magno e Harun al-Rashid, Edizioni Dedalo, 1962.
- Carlo Magno fra Occidente e Oriente, Edizioni Dedalo, 1964.
- Carlo Magno e l'Inghilterra anglosassone, Edizioni Dedalo, 1964, ISBN 978-8822017024.
- Venti racconti del mistero, collana I classici del mistero, Leonardo da Vinci Editrice, 1965.
- Cinque romanzi brevi del mistero, collana I classici del mistero, Leonardo da Vinci Editrice, 1965.
- Una famiglia di boni homines nella Terlizzi normanna e sveva, Laterza, 1968.
- Il venerabile Beda, storico dell'Alto Medioevo, Edizioni Dedalo, 1973, ISBN 978-8822005090.
- La Magna charta e le origini del parlamentarismo inglese, Casa Editrice G.D'Anna, 1973.
- Castel del Monte. Il reale e l'immaginario, Mario Adda Editore, 1982, ISBN 978-8880820321.
- La Cultura nei secoli normanno-svevi, collana Civiltà del Mezzogiorno, Silvana, 1983.
- La cultura angioina, Banca Centro Sud - Silvana Editoriale (1985), 1985.
- Storia della Puglia. Vol. I - Antichità e Medioevo, vol. 1, Mario Adda Editore, 1987.
- Storia della Puglia. Vol. II - Età moderna e contemporanea, vol. 2, Mario Adda Editore, 1987.
- L'emirato di Bari 847-871 (I ed. 1964), Edizioni Dedalo, 1992, ISBN 978-8822061386.
- La nascita del Parlamento nell'Inghilterra medievale, Edizioni Dedalo, 1994, ISBN 978-8822061683.
- Carlo Magno e Harun al-Rashid (nuova edizione), Edizioni Dedalo, 1996, ISBN 978-8822005427.
- Il nolano e la regina - Giordano Bruno nell'Inghilterra di Elisabetta (introduzione di Umberto Eco), Edizioni Dedalo, 1996, ISBN 978-8822041517.
- Il Vangelo e la Torah. Cristiani ed ebrei nella prima Crociata, Bari, Edizioni Dedalo, 1999, ISBN 978-88-220-6213-0.
- Intorno al Medioevo, Liguori, 2002, ISBN 978-8820733223.

### Pubblicazioni
- Quaderni medievali, Dedalo libri, 1976-2005.
- Giosuè Musca, Crociata, in Enciclopedia Federiciana, I, Istituto dell'Enciclopedia Italiana Treccani.
- Uomo e ambiente nel Mezzogiorno normanno-svevo, in Atti VIII giornate normanno-sveve, Edizioni Dedalo, 1993, ISBN 978-8822041388.
- Terra e uomini nel Mezzogiorno normanno-svevo, in Atti delle VII giornate normanno-sveve, Edizioni Dedalo, 1985, ISBN 978-8822041340.
- Centri di produzione della cultura nel Mezzogiorno normanno-svevo, in Atti delle XII giornate normanno-sveve, Edizioni Dedalo, 1997, ISBN 978-8822041531.
- Il Mezzogiorno normanno-svevo visto dall'Europa e dal mondo mediterraneo, in Atti del Centro di studi Normanno-svevi, Edizioni Dedalo, 1999, ISBN 978-8822041623.
- Il Mezzogiorno normanno-svevo e le Crociate, in Atti del Centro di studi normanno-svevi - XIV giornate, Edizioni Dedalo, 2002, ISBN 978-8822041609.
- Le eredità normanno-sveve nell'età angioina - Persistenze e mutamenti nel Mezzogiorno, in Atti del Centro di studi normanno-svevi - XV giornate, Edizioni Dedalo, 2004, ISBN 978-8822041579.